# Người Scotland-Ireland
Người Scotland-Ireland là những người ở Scotland có nguồn gốc Ireland ngay lập tức hoặc có nguồn gốc rõ ràng. Mặc dù di cư giữa Ireland (đặc biệt là Ulster) và Scotland có một lịch sử đã được thiết lập - theo cả hai hướng - do sự gần gũi của họ, di cư Ireland đến Scotland đã tăng lên trong thế kỷ XIX, và cao nhất sau Nạn đói lớn. Trong thời kỳ này, người Ireland thường định cư ở các thành phố và khu vực công nghiệp.
Trong cuộc điều tra dân số Vương quốc Anh năm 2011, 1% dân số ở Scotland xác định dân tộc của họ là "Người da trắng - Ireland". Tuy nhiên, với nhiều thế kỷ di cư Ireland nặng nề đến Scotland, người ta thường tin rằng hơn 1,5 triệu người có thể có một chút máu Ireland, ngay cả khi rất xa. Điều tra dân số tương tự cho biết số người Công giáo ở Scotland là 15,9% dân số, trong đó nhiều người có nguồn gốc Ireland.
Thuật ngữ người Ireland Scotland không nên nhầm lẫn với người Ulster-Scotland (đôi khi được gọi là người Scotland-Ireland), một thuật ngữ dùng để chỉ những người trong tỉnh của Ireland người Ulster có nguồn gốc từ vùng đất thấp Scotland người định cư ở đó với số lượng lớn trong thời gian Đồn điền Ulster và sau đó.